# 杉崎站
杉崎站（日语：／ Sugisaki eki */?）是一個位於岐阜縣飛驒市古川町杉崎，屬於東海旅客鐵道（JR東海）高山本線的鐵路車站。

## 車站構造
側式月台1面1線的地面車站。

## 相鄰車站
東海旅客鐵道
 高山本線
飛驒古川（CG28）－杉崎－飛驒細江